# Noëlle Mben
Isabelle Noëlle Mben Bediang, née le 5 janvier 1988 à Makak, est une handballeuse camerounaise. Elle mesure 1,76 m.
Elle évolue au poste de gardienne avec le club turc d'Ankara Yenimahalle BSK, après avoir évolué au Tonnerre Kalara Club de Yaoundé. Elle fait également partie de l'équipe du Cameroun, avec laquelle elle participe au championnat du monde 2017 en Allemagne,.

## Palmarès

### En équipe nationale
- Médaille d’argent aux Jeux africains 2015
- Médaille de bronze au Championnat d'Afrique des nations 2016
- 20e place au Championnat du monde 2017
- Médaille d'argent aux Jeux africains de 2019.
- Médaille d'argent au championnat d'Afrique 2021.
- Médaille d'argent au championnat d'Afrique 2022.

## Distinctions personnelles
- Meilleure gardienne de but du championnat d'Afrique 2022[5]